# Louis Stanislas Marin-Lavigne
Louis Stanislas Marin-Lavigne (* 12. April 1797 in Paris; † 1860 ebenda) war ein französischer Maler und Lithograf.

## Leben
Er erhielt seine Ausbildung bei Anne-Louis Girodet-Trioson und Horace Vernet. Von 1814 bis 1819  besuchte er die Ecole des Beaux Arts. 1824 stellte er erstmals als Maler und Lithograf aus. Seine bevorzugten Motive waren Schlachten und historische Ereignisse, insbesondere Napoleon Bonaparte betreffend. Er schuf zahlreiche Lithografien nach bedeutenden alten und zeitgenössischen Malern. 1840 wurde er mit einer Medaille zweiter Klasse geehrt.

## Werke (Auswahl)

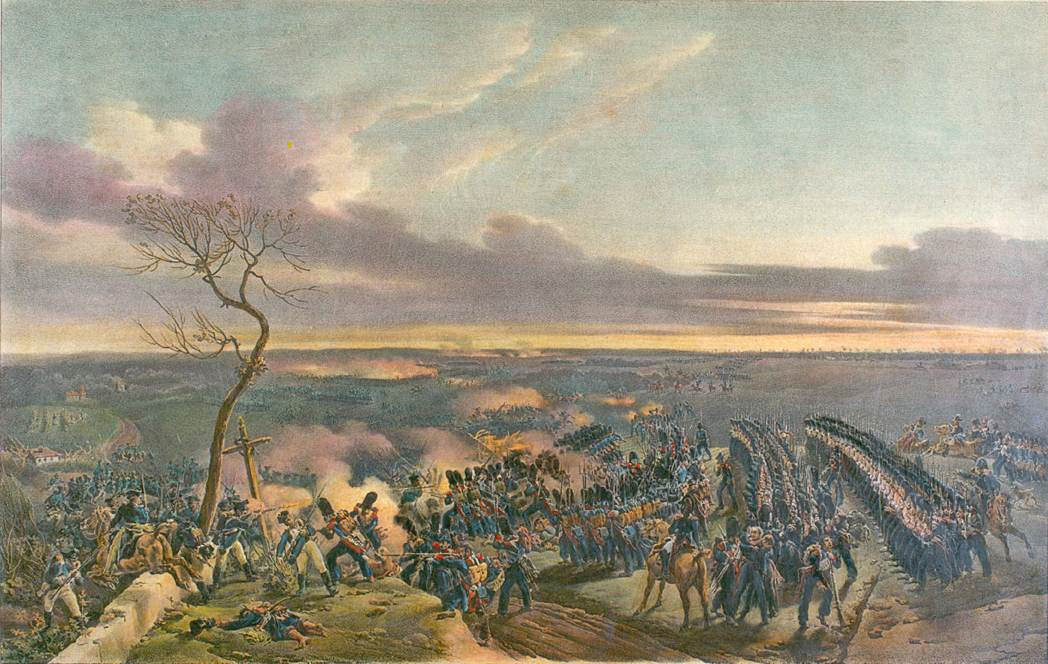
Die Schlacht von Montmirail 1814, Lithographie von Louis Stanislas Marin-Lavigne nach einem Gemälde von Horace Vernet

- Die Begräbnisse der Könige bei den alten Ägyptern
- Die Schlacht von Jemappes, nach Horace Vernet
- Die Schlacht von Montmirail, nach Horace Vernet
- Die Zerstörung von Missolonghi, nach Jean-Charles Langlois, 1827[1]
- Charleroi (Napoleon Bonaparte in der Schlacht von Ligny)[2]
- Reiterbildnis Napoleon Bonapartes vor dem Schlachtfeld von Waterloo[3]
- Napoleon à Eylau, nach Jean-Charles Langlois[4]
- Die Schlacht von Benouth am 8. März 1799, nach Jean-Charles  Langlois[5]